# Chavagnes-en-Paillers
Chavagnes-en-Paillers település Franciaországban, Vendée megyében. Lakosainak száma 3648 fő (2022. január 1.). Chavagnes-en-Paillers Bazoges-en-Paillers, La Boissière-de-Montaigu, Les Brouzils, Chauché, La Rabatelière, Saint-André-Goule-d’Oie, Saint-Fulgent és Montaigu-Vendée községekkel határos.

## Népesség
A település népességének változása:
| Lakosok száma | 3490 | 3550 | 3652 | 3536 | 3529 | 3552 | 3572 | 3568 | 3648 |
|               | 2013 | 2015 | 2016 | 2017 | 2018 | 2019 | 2020 | 2021 | 2022 |